# 1931 aux États-Unis
Pour des articles plus généraux, voir Chronologie des États-Unis et 1931.
Chronologie des États-Unis
- 1927
- 1928
- 1929
- 1930
- 1931
- 1932
- 1933
- 1934
- 1935

Cette page concerne des événements d'actualité qui se sont produits durant l'année 1931 du calendrier grégorien aux États-Unis.

## Gouvernement
- Président : Herbert Hoover
- Vice-président : Charles Curtis
- Secrétaire d'État : Henry L. Stimson
- Chambre des représentants - Président

## Événements
- 7 janvier : Le nombre de chômeurs passe la barre des 5 millions.
- 3 mars : The Star-Spangled Banner (La Bannière étoilée) devient l'hymne national des États-Unis.
- 25 mars : affaire de Scottsboro en Alabama : neuf jeunes Noirs sont accusés du viol de deux jeunes filles blanches et condamnés sur simple présomption de preuve par un jury composé de Blancs.
- Légère reprise de l’économie esquissée au printemps. Herbert Hoover tente d’éviter l’effondrement du système financier en maintenant à tout prix le « gold standard », en élargissant la base de l’émission monétaire, en équilibrant strictement le budget et en venant à la rescousse des banques et autres sociétés.
- 1er mai : achèvement du gratte-ciel Empire State Building à New York pour un coût de 40 millions de US dollars.
- 20 juin : le président Hoover propose un moratoire d'un an sur le remboursement des dettes de guerre de l'Europe vis-à-vis des États-Unis. Aggravation de la situation économique du pays, subissant les effets directs de la Grande Dépression.
- 1er juillet : fin de l'année fiscale. Le budget de l’État connait un déficit (462 millions de dollars), son premier depuis 1920, dû à une forte baisse des rentrées fiscales (3,1 milliards de dollars) couplé aux nouvelles dépenses de soutien à l’économie américaine.
- 26 juillet : le mouvement adventiste américain, fondé en 1879 par le pasteur Ch. T. Russel prend le nom de « Témoins de Jéhovah ».
- 19 octobre : le chef des gangsters de Chicago, Al Capone est condamné à 17 ans de prison et à 50 000 $ d'amende pour fraude fiscale.
- 1er octobre : l’U.S. Steel décrète une baisse de 10 % des salaires. Elle déclenche le signal qui emporte presque immédiatement le front des salaires, qui sont réduits de 40 % en moyenne (60 % dans l’industrie).
- Décembre : Le prix Nobel de la paix est attribué aux américains Jane Addams et Nicholas Murray Butler.
- 13 décembre : lors d'une visite à New York le diplomate anglais Winston Churchill se fait renverser par un taxi sur la 5e avenue, ce qui l'obligera à utiliser une canne toute sa vie.
- Expansion dramatique du chômage à la suite de la crise de 1929 : le nombre de chômeurs passe de 8,9 % à 16,3 %[1] de la population active. Création de nombreux conseils de chômeurs qui luttent contre l’expulsion des locataires et viennent en aide aux plus démunis. Création d’associations d’entraide (332 réparties dans 37 États à la fin de 1932).
- Fusion de la Vacuum Oil Company et de la Standard Oil of New Jersey : création de la Socony-Vacuum Co, seconde Major américaine (Mobil Oil Company en 1955).
- La production industrielle tombe à 53 % de son niveau de 1929.
- Près de 2 300 banques en faillite.

## Naissances en 1931
- 17 janvier: James Earl Jones, acteur.
- 26 mars :Leonard Nimoy, acteur
- 17 septembre : Anne Bancroft, actrice.
- 19 décembre : Dalton Baldwin, pianiste.
- 22 janvier : (Samuel Cooke), chanteur

## Décès en 1931
- 8 octobre : Thomas Edison